# Dobozy Borbála
Dobozy Borbála (Budapest, 1955. szeptember 18. –) Liszt Ferenc-díjas magyar csembalóművész. Erdélyi Zsuzsanna ethnográfus és Dobozy Elemér belgyógyász leánya.

## Élete, munkássága
Zenei általános iskolai és zeneiskolai tanulmányok után a Bartók Béla Zeneművészeti Szakközépiskolában zongora főtanszakon érettségizett. Ekkoriban ismerkedett meg a csembalóval, és már középiskolai tanulmányaival párhuzamosan Sebestyén János csembalóóráit  is látogatta két éven át a Liszt Ferenc Zeneművészeti Főiskolán. Ezt követően Zuzana Růžičkovánál tanult tovább a pozsonyi Zeneművészeti Főiskolán, majd a prágai Zeneakadémián, ahol 1980-ban kitüntetéses diplomával végzett. 1981–82-ben a salzburgi Mozarteumban képezte tovább magát Liselotte Brändle és Nikolaus Harnoncourt irányításával, amit 1982 és 1983 között Johann Sonnleitnernél folytatott Zürichben, ahol megszerezte második diplomáját – szintén kitüntetéssel.
1981-ben a párizsi nemzetközi csembalóverseny középdöntőjéig jutott, majd 1983-ban, a belgiumi Brugge-ben rendezett nemzetközi versenyen V. helyezett volt. Európa számos országában és az Amerikai Egyesült Államokban, neves zenei fesztiválokon is fellépő művész, aki Johann Sebastian Bach csembalómuzsikájával foglalkozik a legszívesebben, de gyakorlatilag az egész csembalóirodalom a repertoárján van. Gyakran ad elő modern csembalóműveket is, így magyar zeneszerzők sora – Hidas Frigyes, Balázs Árpád, Arányi-Aschner György – is írt számára darabokat. Számos rádió-, televízió- és CD-felvételt készített, Muffat hat szólószvitjét tartalmazó lemeze 1992-ben elnyerte a hamburgi német lemezkritikusok díját.
1974-től hosszú ideig a Magyar Rádió külső munkatársa volt. A Liszt Ferenc Zeneművészeti Egyetem tanára, és az ő irányításával valósult meg az egyetem szegedi tagozatának csembaló főtanszaka. Kurzusokat tartott Magyarországon (például a ráckevei nemzetközi művészkurzuson), Norvégiában, Fehéroroszországban, tanára a franciaországi Thoiryban évente megrendezésre kerülő „Brillamment baroque” régizenei kurzusnak. A Magyar Bach Társaság alapító tagja, rendezvényeinek állandó résztvevője.

## Díjai, elismerései
- 2011 – Liszt Ferenc-díj
- 2012 – Belváros–Lipótváros Érdemkeresztje
- 2021 – A Magyar Érdemrend lovagkeresztje